# Bankesia staintoni
Bankesia staintoni är en fjärilsart som beskrevs av Walsingham 1899. Bankesia staintoni ingår i släktet Bankesia och familjen säckspinnare. Inga underarter finns listade i Catalogue of Life.